# Пхйо Мин Тейн
Пхйо Мин Тейн (род. 1969) — мьянманский политик, городской администратор Янгона, главный министр. Соратник Аун Сан Су Чжи, бывший политический заключённый. Выходец из обеспеченной семьи, занимающейся бизнесом. Через брак оказался связан с другим влиятельным янгонским кланом. Его образование было прервано тюремным заключением из-за участия в студенческих протестах. Получил известность после визита Аун Сан Су Чжи в Китай, где был представлен как перспективный молодой лидер. Депутат и парламентский лидер (Национальная лига за демократию). Автор неоднозначных инициатив, встреченных в обществе смешанной реакцией. Среди них устранение с политической сцены первого уровня крупной буддистской партии и борьба с уличной торговлей в Янгоне в целях обеспечения беспрепятственного использования тротуаров пешеходами. Последняя привела к столкновениям чиновников с торговцами. Обвинялся в коррупции, но выиграл суд у журналиста, опубликовавшего обвинения.